# حقوق المرأة (مجلة)
مجلة حقوق المرأة Le Droit des femmes هي مجلة نسائية فرنسية صدرت من عام 1869 إلى عام 1891. تأسست المجلة ورأس مجلس تحريرها ليون ريتشر بدعم مالي من قبل ماريا ديرايمس في أول الأمر. دعمت الصحيفة العديد من قضايا المرأة، ولكنها تجنبت دائمًا دعم حق المرأة في الاقتراع المباشر أو التصويت. تعتبر المجلة واحدة من أطول المجلات من نوعها عُمرًا في القرن التاسع عشر.

## تاريخ المجلة
ظهر العدد الأول من مجلة حقوق المرأة Le Droit des femmes في 10 أبريل لعام 1869، وكان ليون ريتشر رئيس التحرير حيث قام بتحرير الصحيفة وكتابة معظم محتواها. كان ريتشر مفكرًا وداعيًا للحرية والنسوية وعمل عن كثب مع ماريا ديرايمس. ساعدت ديرايمس ريتشر في تمويل الصحيفة كما ساهمت في محتواها أيضًا. كتبت جولي فيكتوار داوبي عدة مقالات اقتصادية ونسوية بالمجلة. تم تعليق مجلة حقوق المرأة Le Droit des Femmes في 11 أغسطس 1870 خلال الحرب الفرنسية البروسية (1870-1871)، ثم عادت إلى الظهور مرةً أخرى تحت اسم مجلة مستقبل المرأة في 24 سبتمبر 1871. كان هذا الاسم أقل حزمًا إلى حدٍ ما.
أصبحت أوجيني بوتونيه بيير في منتصف السبعينيات من القرن التاسع عشر سكرتيرة لو دروم ديه دوم ومساهمة منتظمة في المجلة. نظمت ديماريس وريتشر مؤتمر حقوق المرأة في يوليو وأغسطس 1878. أعاد ريتشر بعد هذا المؤتمر الاسم الأصلي للمجلة «مجلة حقوق المرأة Le Droit des Femmes» وأُصدر العدد الأول في 5 يناير عام 1879. توقفت المجلة في ديسمبر 1891عن النشر واعتزل ريتشر الحركة النسوية. تعتبر مجلة حقوق المرأة واحدة من أطول المجلات من نوعها عُمرًا في القرن التاسع عشر، كما تم ذكرها كواحدة من المجلات الثمانية الرئيسية في القرن في كتاب «كتابات النساء في فرنسا في القرن التاسع عشر» لأليسون فينش.

## محتوى المجلة
غطت المجلة الأخبار السياسية نظرًا لصدورها من باريس، بالإضافة إلى الأخبار الأدبية والاجتماعية والاقتصادية. كان الغرض من الصحيفة الأسبوعية هو شن حملة لإصلاح حقوق المرأة القانونية. وتضمنت المطالب إنشاء مجلس عائلي يساعد النساء اللاتي يمارس أزواجهن أو آباؤهن ضدهن معاملة مسيئة، والمطالبة بتعليم أفضل للفتيات، والمناداة بزيادة أجور المرأة لتقليص الحاجة إلى البغاء، ودعم دفع الأجور المتساوية للعمل المتساوي، وقبول النساء المؤهلات في المهن، وحق امتلاك المرأة للممتلكات والثروات ومراجعة القانون المدني. لم تطلب الصحيفة حق المرأة في الاقتراع، الذي ادعى ريتشير دائمًا أنه يدعمه، ولكنه دائمًا ما وجد أسبابًا لمعارضته عل أرض الواقع.